# Попов, Митрофан Кузьмич
Митрофан Кузьмич Попов (1852—1911) — врач, депутат Государственной думы II созыва от Харьковской губернии.

## Биография
Родился 22 мая 1852 года.

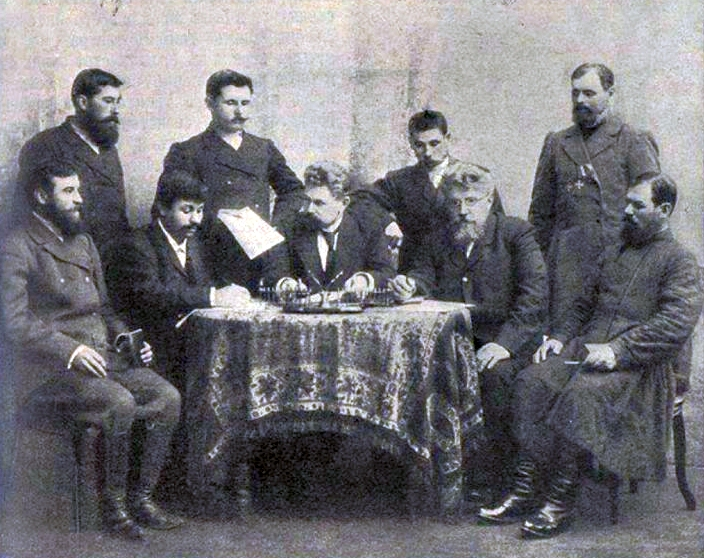
Члены Государственной Думы II созыва от Харкьковской губернии. Сидят: А.С. Лопатин, П.М. Рыбальченко, Н.Н. Познанский, М.К. Попов, Т.Н. Яровой; стоят: И.П. Литвинов, Ф.К. Васютин, И.С. Пелипенко, М.И. Деревянко

В 1876 году окончил медицинский факультет Императорского Харьковского университета. Работал земским врачом Волчанской уездной больницы. Гласный Волчанского уездного земства и гласный городской думы. Член партии социалистов-революционеров. Владел домом стоимостью 7 тысяч рублей.
6 февраля 1907 года избран в Государственную думу II созыва от общего состава выборщиков Харьковского губернского избирательного собрания. Вошёл в состав Трудовой группы, фракции Крестьянского союза и в Социалистов-революционеров группу. Состоял в думских распорядительной и бюджетной комиссиях и комиссии для разработки Наказа.
Скончался 3 апреля 1911 года.

## Научные труды
- О хирургической помощи в уезде; К вопросу о развитии хирургической помощи в земстве; О постройке хирургического барака при Волчанской земской больнице; Об учреждении 2-го врача ассистента при Волчанской больнице 1-го участка // Харьков: тип. «Печатное дело» кн. К. Н. Гагарина, 1904.

### Рекомендуемые источники
- Волкова Т. М. Некрополь Слобожанщини. Вип. 1. Харків: Курсор, 2012 — С. 114—117.

### Архивы
- Российский государственный исторический архив. Фонд 1278. Опись 1 (2-й созыв). Дело 344; Дело 541. Лист 11 оборот.